# برايان كوينتون
برايان كوينتون (بالإنجليزية: Brian Quinton)‏ هو لاعب دوري الرغبي أسترالي، ولد في 1963.